# Nando (Fußballspieler, 1967)
Nando (* 30. Oktober 1967; bürgerlich Fernando Muñoz García) ist ein ehemaliger spanischer Verteidiger (Rechtsfuß).
Nando war Bestandteil der heute noch als „Dreamteam“ bezeichneten Mannschaft des FC Barcelona, die von Johan Cruyff trainiert wurde und in der u. a. Andoni Zubizarreta, Pep Guardiola, Michael Laudrup und Hristo Stoitchkov spielten. Mit Barcelona gewann er zwischen 1991 und 1992 zweimal die spanische Meisterschaft.

## Erfolge

### Als Spieler
International
- Europapokal der Landesmeister (1): 1992

National
- Spanische Meisterschaft (3): 1991, 1992, 1995
- Spanischer Pokal (2): 1993, 2000
- Spanischer Supercup (2): 1991, 1994